# Championnat du Venezuela de football 2023
Navigation
Saison 2022 Saison 2024
La saison 2023 du championnat du Venezuela de football est la soixante-septième édition du championnat de première division professionnelle au Venezuela et la cent-quatrième saison du championnat national.

## Déroulement de la saison
Le championnat se déroule cette saison avec quinze équipes qui se rencontrent deux fois en matchs aller et retour dans une première phase. Ensuite a lieu une phase finale où les quatre premiers du classement de la saison régulière, tous qualifiés pour la Copa Libertadores se retrouvent dans un mini-championnat pour déterminer les positions de qualification à la coupe continentale, les deux premiers disputent la finale du championnat.
Les clubs classés de la 5e à la 8e place sont qualifiés pour la Copa Sudamericana.
Le dernier de la phase régulière est relégué en deuxième division.
Le Club Deportivo Lara se retire de la compétition pour problèmes financiers.
Le Zulia FC fusionne avec le club de deuxième division Deportivo Rayo Zuliano qui prend sa place en première division.

## Les clubs participants
- Caracas FC
- Mineros de Guayana
- Zulia FC fusionne avec Deportivo Rayo Zuliano
- Portuguesa FC
- Carabobo FC
- Metropolitanos
- Angostura FC - promu de D2
- Academia Puerto Cabello
- Deportivo Táchira
- Zamora FC
- Monagas SC
- Deportivo La Guaira
- Estudiantes de Mérida
- Hermanos Colmenarez
- Universidad Central

## Compétition
Le barème utilisé pour établir les différents classements est le suivant :
- Victoire : 3 points
- Match nul : 1 point
- Défaite : 0 point

### Phase régulière
| Rang | Équipe                  | Pts | J  | G  | N  | P  | Bp | Bc | Diff |
| ---- | ----------------------- | --- | -- | -- | -- | -- | -- | -- | ---- |
| 1    | Deportivo Táchira       | 64  | 28 | 19 | 7  | 2  | 47 | 17 | +30  |
| 2    | Academia Puerto Cabello | 60  | 28 | 19 | 3  | 6  | 49 | 19 | +30  |
| 3    | Portuguesa FC           | 46  | 28 | 13 | 7  | 8  | 32 | 26 | +6   |
| 4    | Caracas FC              | 45  | 28 | 10 | 15 | 3  | 44 | 27 | +17  |
| 5    | Carabobo FC             | 45  | 28 | 11 | 12 | 5  | 35 | 21 | +14  |
| 6    | Deportivo La Guaira     | 39  | 28 | 9  | 12 | 7  | 37 | 33 | +4   |
| 7    | Metropolitanos T        | 39  | 28 | 11 | 6  | 11 | 37 | 37 | 0    |
| 8    | Deportivo Rayo Zuliano  | 36  | 28 | 8  | 12 | 8  | 33 | 39 | -6   |
| 9    | Estudiantes de Mérida   | 33  | 28 | 9  | 6  | 13 | 39 | 41 | -2   |
| 10   | Angostura FC P          | 30  | 28 | 8  | 6  | 14 | 32 | 41 | -9   |
| 11   | Monagas SC              | 30  | 28 | 8  | 6  | 14 | 29 | 41 | -12  |
| 12   | Zamora FC               | 30  | 28 | 8  | 6  | 14 | 31 | 50 | -19  |
| 13   | Universidad Central     | 27  | 28 | 2  | 5  | 7  | 10 | 21 | -11  |
| 14   | Hermanos Colmenarez     | 24  | 28 | 5  | 9  | 14 | 25 | 37 | -12  |
| 15   | Mineros de Guayana      | 20  | 28 | 4  | 8  | 16 | 25 | 57 | -32  |

|  | Qualification pour la phase finale et la Copa Libertadores 2024 |
|  | Qualification pour la Copa Sudamericana 2024                    |
|  | Relégué en deuxième division                                    |
|  | P : Promu de Segunda División                                   |

### Phase finale

#### Phase finale Libertadores
Les quatre premiers du classement de la phase régulière se retrouvent dans un mini-championnat avec matchs aller et retour pour déterminer les positions pour la Copa Libertadores 2024. Le champion est déterminé lors de la grande finale entre les deux premiers.
| Rang | Équipe                  | Pts | J | G | N | P | Bp | Bc | Diff |
| ---- | ----------------------- | --- | - | - | - | - | -- | -- | ---- |
| 1    | Deportivo Táchira       | 12  | 6 | 3 | 3 | 0 | 8  | 3  | +5   |
| 2    | Caracas FC              | 9   | 6 | 2 | 3 | 1 | 5  | 4  | +1   |
| 3    | Portuguesa FC           | 6   | 6 | 1 | 3 | 2 | 6  | 9  | -3   |
| 4    | Academia Puerto Cabello | 3   | 6 | 0 | 3 | 3 | 3  | 6  | -3   |

|  | Qualification pour la Copa Libertadores 2024 et la finale               |
|  | Qualification pour les tours préliminaires de la Copa Libertadores 2024 |

#### Finale du championnat
| 25 novembre 2023 | Deportivo Táchira | 1 - 1   | Caracas FC   | Estadio Polideportivo de Pueblo Nuevo, San Cristóbal |                              |
| 17:00 (UTC-4)    | Castillo 84e      | (0 - 0) | Ortega 90+1e | Arbitrage : Jesús Valenzuela                         | Arbitrage : Jesús Valenzuela |
| 17:00 (UTC-4)    | Tirs au but 4 - 1 |         |              | Arbitrage : Jesús Valenzuela                         | Arbitrage : Jesús Valenzuela |

## Bilan de la saison
| Championnat du Venezuela de football 2023 |                               |
| Champion                                  | Deportivo Táchira (10e titre) |
| Qualifications continentales              |                               |
| Copa Libertadores 2024                    | Deportivo Táchira             |
| Copa Libertadores 2024                    | Caracas FC                    |
| Copa Libertadores 2024                    | Portuguesa FC                 |
| Copa Libertadores 2024                    | Academia Puerto Cabello       |
| Copa Sudamericana 2024                    | Carabobo FC                   |
| Copa Sudamericana 2024                    | Deportivo La Guaira           |
| Copa Sudamericana 2024                    | Metropolitanos                |
| Copa Sudamericana 2024                    | Deportivo Rayo Zuliano        |
| Promotions et relégations                 |                               |
| Promus en Primera División                |                               |
| Relégués en Segunda División              | Mineros de Guayana            |